# C.G.W. Johannsen
Christian Gottfried Wilhelm Johannsen (14. april 1813 i Flensborg – 19. marts 1888 i København) var en dansk jurist, embedsmand og minister.
Han var søn af gehejmekonferensråd Friedrich Johannsen, dimitteredes 1832 fra Haderslev Latinskole, tog 1838 juridisk eksamen i Kiel og blev kort efter auskultant ved Overretten i Slesvig. 1841 blev han hofjunker og kancellist i Kabinetssekretariatet, 1843 kammerjunker. Da C.L. Tillisch døde 1844, fungerede han en kort tid som kabinetssekretær. 1846 udnævntes han til amtmand over Sønderborg og Nordborg Amter og 1850 til amtmand over Husum og Bredsted Amter, overstaller over Ejdersted, Nordstrand og Pelvorm samt til overdigegreve, 1851 til kammerherre.
24. januar 1864 indtrådte han i det monradske ministerium som minister for hertugdømmet Slesvig, overgik i ministeriet Bluhme og udtrådte af dette efter fredslutningen i november samme år. Samtidig udnævntes han til Kommandør af Dannebrogordenen, 1876 til ordensskatmester og samme år til Storkors af Dannebrog. Han døde 19. marts 1888 ugift i København.
Der findes fotografier af Budtz Müller og Jens Petersen.